# Coleophora tanaceti
Coleophora tanaceti là một loài bướm đêm thuộc họ Coleophoridae. Nó được tìm thấy ở Tây Ban Nha, phía bắc đến Fennoscandia, phía đông đến vùng Baltic, phía nam đến Ý và Bulgaria. Nó cũng được tìm thấy ở Cận Đông.

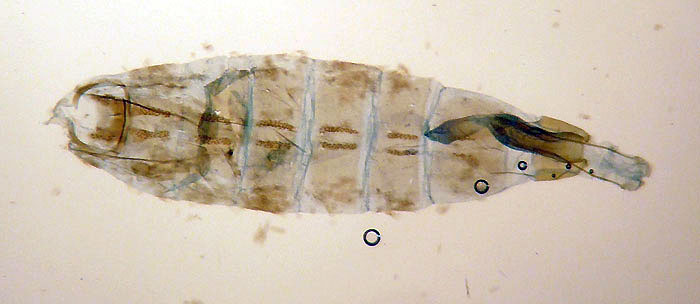

Sải cánh dài 11–14 mm.
Ấu trùng ăn Tanacetum vulgare.